# Bruine Kil

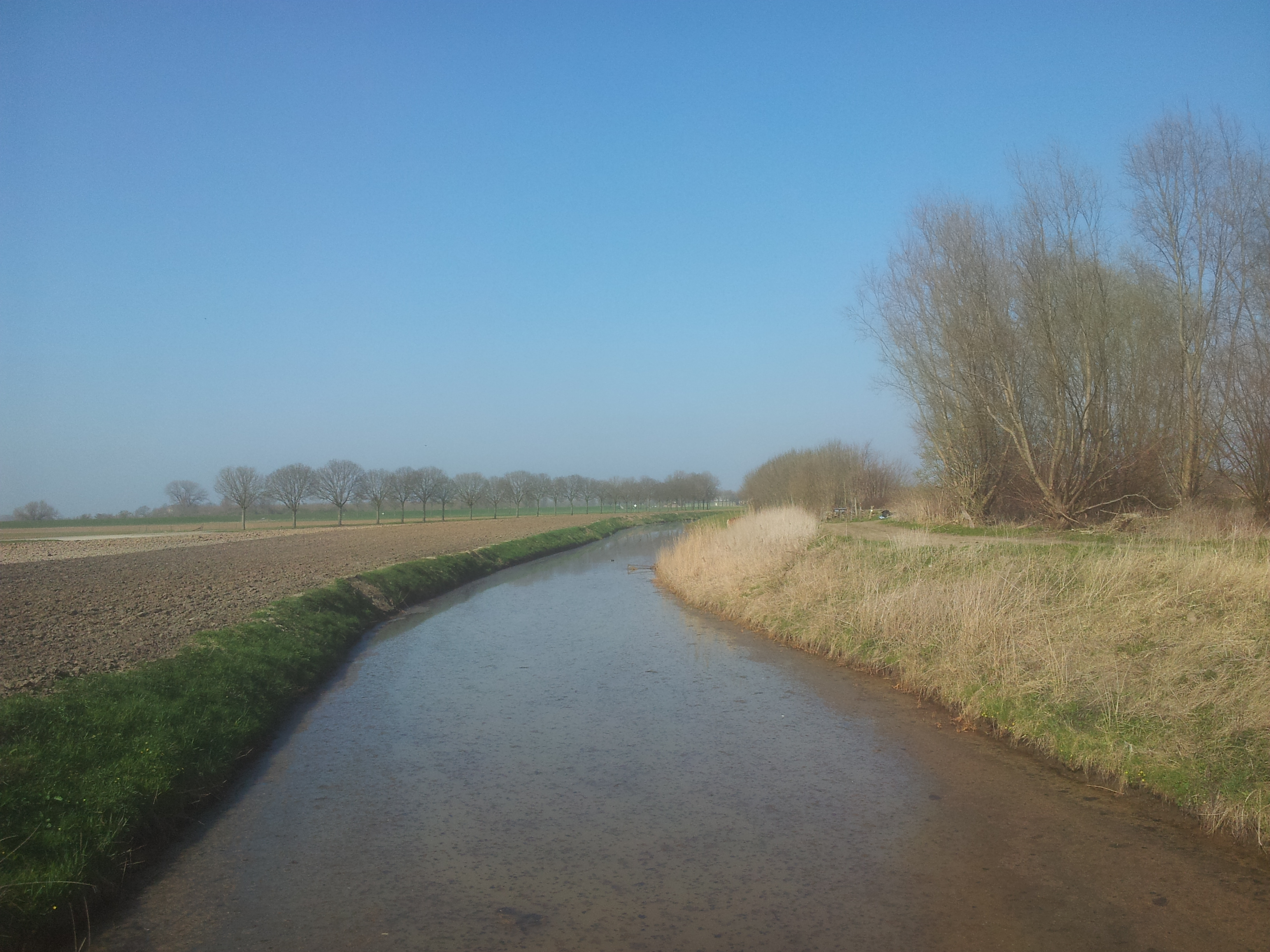
De Bruine Kil bij Werkendam

De Bruine Kil is een kreek in de Brabantse Biesbosch. 
De kreek (kil) begint bij het dorp Werkendam en 'stroomt' vervolgens enkele kilometers door agrarisch gebied, om uiteindelijk middels een gemaal uit te monden in het open water van de Biesbosch. Vroeger was de Bruine Kil een vrij brede kreek, die zowel bovenstrooms als benedenstrooms in open verbinding stond met het Steurgat. Later is het deel van de Biesbosch in de omgeving van de Bruine Kil (de zogenaamde Oostwaard) geheel ingepolderd, waardoor de kreek aan beide kanten zijn open verbinding met het buitenwater verloor. Vandaag de dag resteert slechts een smal kreekrestant van deze ooit veel bredere kil. De Bruine Kil vervult tegenwoordig een belangrijke afwateringsfunctie voor het omringende polderland van de Oostwaard (samen met de Bleeke Kil of Oostkil en de Bakkerskil). Op de plaats waar de Bruine Kil zich vroeger aftakte van het Steurgat, bevindt zich nu de Bruine Kilhaven, de jachthaven van Werkendam.